# Струсь
Стру́сь (пол. Struś) — польське прізвище.

## Персоналії
- Струсь Андрій Андрійович (1993-2014) — солдат Збройних сил України, учасник російсько-української війни.
- Єжи Струсь — польський шляхтич, державний діяч Речі Посполитої; в українській історіографії також відомий під ім'ям Юрій.
- Миколай Струсь — польський військовик, комендант Кремля в роки Смутного часу.
- Якуб Струсь (1490–1520) — польський військовик, одружився близько 1510 року. Дружина — Малгожата Кердей з Оринина.
- Якуб Струсь (1555?-1589) — народився у Кам'янці-Подільському, хмільницький староста
- Ян (Іван) Струсь — староста Хмільника, ротмістр оборони поточної.
- Христина Струсь — дружина Калиновського Адама.